# Commissione elettorale federale
La Commissione elettorale federale (FEC, Federal Election Commission) è un'agenzia regolatrice indipendente statunitense, fondata nel 1975 dal Congresso degli Stati Uniti per regolare la legislazione dei finanziamenti delle campagne elettorali statunitensi. È stata creata con una disposizione dell'emendamento del 1975 alla Legge sulle Campagne elettorali federali (Federal Election Campaign Act). Descrive i suoi doveri come "rivelare le informazioni sui finanziamenti delle campagne, far osservare le disposizioni della legge quanto a limiti e divieti su contributi, supervisionare il finanziamento pubblico delle elezioni presidenziali".

## Composizione
La Commissione è composta da sei membri, i quali sono designati dal Presidente degli Stati Uniti e confermati dal Senato degli Stati Uniti. Ogni membro ha un mandato di 6 anni; le scadenze dei mandati sono distribuite nel tempo, in modo che siano nominati due nuovi membri ogni due anni. Secondo la legge, non più di tre Commissari possono essere espressione dello stesso partito politico ed almeno quattro voti sono richiesti per un'azione ufficiale della Commissione. Questa struttura è stata creata per incoraggiare decisioni nonpartisan.
La presidenza (Chairmanship) della Commissione è assunta a rotazione da tutti i membri per la durata di un anno, in modo tale che nessuno assuma più volte questa carica.

## Funzioni
Sebbene il nome della Commissione implichi un'autorità su tutte le elezioni statunitensi, il suo ruolo è limitato ai finanziamenti delle campagne elettorali federali.
Essa impone limitazioni e divieti su contributi e spese, indaga e persegue le violazioni, ha la funzione di revisore dei conti di un numero limitato di campagne ed organizzazioni, amministra il fondo di campagna presidenziale che fornisce fondi pubblici ai candidati per la nomina presidenziale.
La Commissione pubblica anche le relazioni depositate dal Senato, dalla Camera e dagli Uffici delle campagne elettorali per le presidenziali, che elencano quanto denaro ogni campagna ha raccolto e speso, e un elenco di tutti i donatori che hanno contribuito con più di $ 200.
Essa mantiene anche un programma di educazione pubblica, diretta principalmente a spiegare la legge ai candidati ed ai comitati elettorali.